# Леонхард Райхартингер
Леонхард Райхартингер или Линхарт Райхартингер (на немски: Leonhard Reichartinger; Linhart Reichhartinger, † 25 септември 1396, Никополис) е кръстоносец от баварските благородници, произлизащ от околностите на Тростберг. За него се знае чрез момчето носещо шилда му Йохан Шилтбергер.

## Биография
Райхартингер се присъединява към кръстоносния поход, ръководен от унгарския крал Сигизмунд Люксембургски. Походът завършва през 1396 г. с битката при Никопол с голяма загуба против османската войска, ръководена от султан Баязид I. През вечерта след битката той е убит, когато иска да стигне до корабите на Дунав заедно с много други бягащи кръстоносци. Шилтбергер попада в над 30-годишен плен.